# Pleistoros
Pleistoros era, potrivit lui Herodot (în scrierea Istorii, IX;119), un zeu trac adorat de către daci și de tribul "absinthi" (Apsintieni) ca zeu al războiului. Conform lui Iosephus Flavius (în lucrarea Antichități iudaice; XVIII,22) Pleistoros era zeul războiului la dacii pleistoi, căruia acești traci îi aduceau jertfe omenești. Preoții erau recrutați dintre nobili, o parte dintre aceștia fiind războinici.